# Neulliac
Neulliac (tiếng Breton: Neulieg) là một xã ở tỉnh Morbihan trong vùng Bretagne tây bắc Pháp. Xã này có diện tích 30,99 km², dân số năm 1999 là 1465 người. Khu vực này có độ cao từ 54-147 mét trên mực nước biển.
Cư dân của Neulliac danh xưng trong tiếng Pháp là Neulliacois.